# Anfinn Kallsberg
Anfinn Kallsberg, född 19 november 1947 i Klaksvík, död 20 februari 2024, var en färöisk politiker.
Kallsberg är med i partiet Fólkaflokkurin och var Färöarnas lagman (regeringschef) från 15 maj 1998 till  3 februari 2004. 2005 till 2007 var Kallsberg ledamot av danska folketinget.

## Utmärkelser
- Storriddare med stjärna av Isländska falkorden,  2001
- Riddare av Dannebrogorden,  20 juni 2005

[Redigera Wikidata]